# Doryodes desoto
Doryodes desoto  (лат.) — вид бабочек-совок рода Doryodes из подсемейства ленточниц (Catocalinae).. Эндемики Северной Америки.

## Распространение
Северная Америка (атлантическое побережье): США, Флорида.

## Описание
Бабочки мелких размеров с заострёнными к вершине передними крыльями. От близких видов Doryodes spadaria, D. fusselli и D. broui отличается строением гениталий. Размах передних крыльев самцов 16 мм. Передние крылья желтовато-коричневые; имеют продольные полосы. Усики самцов — гребенчатые. Брюшко вытянутое, глаза округлые, оцеллии отсутствуют. Вид был впервые описан в 2015 году американскими энтомологами Дональдом Лафонтенем (J. Donald Lafontaine, Agriculture and Agri-Food Canada, Оттава, Канада) и Боллингом Салливаном (J. Bolling Sullivan; Beaufort, США) и назван по месту обнаружения (Ft. De Soto Park, Флорида).